# Martina Cariddi

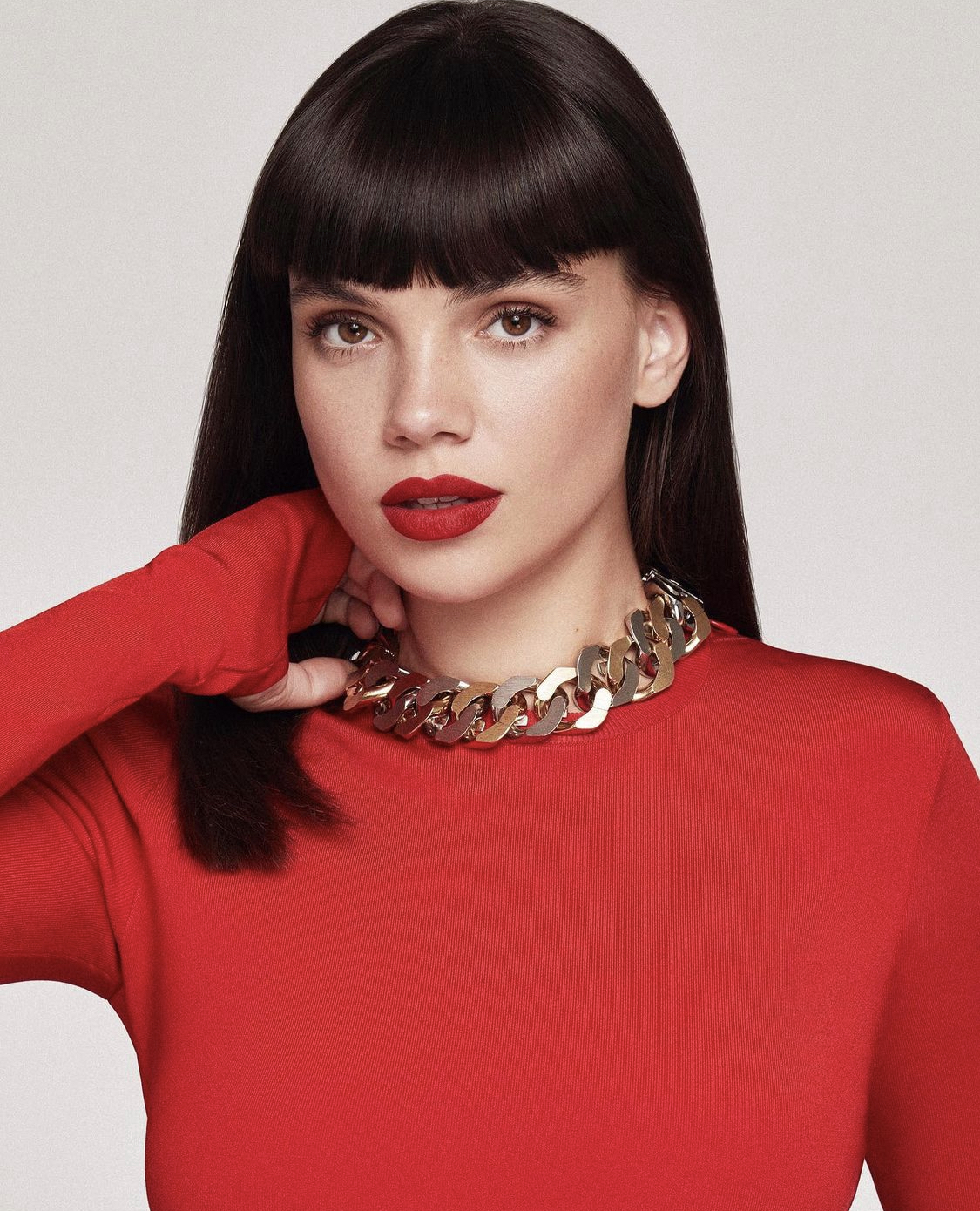
Martina Cariddi, 2021

Martina Basanta Cariddi (* 30. Mai 2001 in Madrid) ist eine spanische Schauspielerin.

## Leben
Martina Cariddi begann ihre Schauspielausbildung 2010 an der Escuela Municipal de Arte Dramático in Madrid. Ab 2013 studierte sie am Madrider Centro de Nuevos Creadores von Cristina Rota. Weitere Ausbildung erhielt sie am Estudio Juan Codina, Schauspielklassen besuchte sie außerdem bei Dario Facal und Luis Blat sowie an der Royal Academy of Dramatic Art (RADA) in London.
Eine erste Rolle hatte sie 2017 im Film Das Tal der toten Mädchen von Fernando González Molina. 2018 war sie in der Folge Las viejas heridas der Serie Cuéntame cómo pasó in einer Episodenrolle zu sehen und 2019 in While at War von Alejandro Amenábar.
In der vierten Staffel der spanischen Netflix-Serie Élite übernahm sie die Rolle der Mencía Blanco Commerford, der jüngsten Tochter von Benjamín Blanco Commerford, des neuen Schulleiters der Eliteschule Las Encinas, dargestellt von Diego Martín. In der deutschsprachigen Fassung wurde sie von Luisa Wietzorek synchronisiert.

## Filmografie (Auswahl)
- 2017: Das Tal der toten Mädchen (El guardián invisible)
- 2018: Cuéntame cómo pasó – Las viejas heridas (Fernsehserie)
- 2019: While at War (Mientras dure la guerra)
- 2021: La Tarotista (Kurzfilm)
- 2021: Muere Padre Muere (Kurzfilm)
- 2021–2022: Élite (Fernsehserie, 24 Episoden)